# 佐布林
50°49′5″N 26°3′46″E / 50.81806°N 26.06278°E
佐布林（烏克蘭語：Жобрин），是烏克蘭西北部里夫内州里夫内区克萊萬市鎮的村落。始建於1537年，面積1.38平方公里，海拔高度172米，2001年該村落人口893。2023 - 1214。